# Ivica Barbarić
Ivica Barbarić (Metković, 23 de febrero de 1962) es un exfutbolista y entrenador croata. Como futbolista ocupaba la posición de defensa.
Inició su carrera en el FK Velež Mostar, en la antigua Liga Yugoslava. En 1989 ficha por el Real Burgos, con el que disputa dos campañas en Primera División. Posteriormente, militaria en otros clubes de la competición española, como el Racing de Santander, Club Deportivo Badajoz y Almería CF.
Después de retirarse, ha seguido vinculado al mundo del fútbol como entrenador. Ha dirigido al HŠK Zrinjski Mostar, NK Široki Brijeg Ehime FC, Consadole Sapporo, Ud Almería (segundo entrenador), Fc Pune City (segundo entrenador) y ha sido asistente de Miroslav Blaževic en la selección de Bosnia Herzegovina
Fue internacional con Yugoslavia en una ocasión. Con los balcánicos participó en los Juegos Olímpicos de Seúl 1988.
Como entrenador ha ganado la liga de Bosnia Herzegovina con el Siroki Brijeg con el que disputó un total de 22 partidos en competiciones europeas y al que logró clasificar para la fase final de la Europa League en la temporada 2005-2006

## Clubes
| Años      | Club                                       |  |  |
| --------- | ------------------------------------------ |  |  |
| 1996-98   | UD Almería (segundo entrenador)            |  |  |
| 2001-2003 | Zrinjski Mostar                            |  |  |
| 2004-2009 | Široki Brijeg                              |  |  |
| 2009-2010 | Bosnia y Herzegovina (seguindo entrenador) |  |  |
| 2009-2012 | Ehime FC                                   |  |  |
| 2014-2015 | Consadole Sapporo                          |  |  |
| 2017      | Zrinjski Mostar                            |  |  |
| 2017-2018 | Fc Pune City (segundo entrenador)          |  |  |

Como jugador
| Años      | Club                   | Partidos | Goles |
| --------- | ---------------------- | -------- | ----- |
| 1982–1989 | FK Velež Mostar        | 190      |       |
| 1989–1992 | Real Burgos            | 86       | 2     |
| 1992–1993 | Racing de Santander    | 25       | 0     |
| 1993–1995 | Club Deportivo Badajoz | 30       | 1     |
| 1995–1996 | Almería CF             | 7        | 1     |